# Faraulep Municipality
Faraulep Municipality är en kommun i Mikronesiska federationen.   Den ligger i delstaten Yap, i den västra delen av landet, 1 500 km väster om huvudstaden Palikir. Antalet invånare är 221.
Följande samhällen finns i Faraulep Municipality:
- Faraulep Village